# 宮城県道231号鹿又停車場線
宮城県道231号鹿又停車場線（みやぎけんどう231ごう かのまたていしゃじょうせん）は、かつて宮城県石巻市にあるJR石巻線 鹿又駅と石巻市鹿又とを結んだ一般県道である。2019年（平成31年）3月29日に宮城県道191号鹿又停車場広淵線と統合され、新たに宮城県道191号鹿又広渕線となった。

## 路線概要
- 実延長：1,064.8 m
- 起点：鹿又駅
- 終点：宮城県石巻市鹿又本町

## 通過する自治体
- 宮城県
  - 石巻市

## 接続する道路
- 宮城県道191号鹿又停車場広淵線
- 国道45号

## 周辺
- 鹿又郵便局